# Donja Kočela
Donja Kočela (cyr. Доња Кочела) – wieś w Bośni i Hercegowinie, w Republice Serbskiej, w mieście Trebinje. W 2013 roku liczyła 10 mieszkańców.